# Röbergstjärnen (Fryksände socken, Värmland)
Röbergstjärnen är en sjö i Torsby kommun i Värmland och ingår i Göta älvs huvudavrinningsområde.